# Dao
Dào (chinesisch 道, Pinyin dào, Jyutping dou6) heißt wörtlich übersetzt „Weg“, „Straße“, „Pfad“ und bedeutet im entsprechenden Kontext auch „Methode“, „Prinzip“, „der rechte Weg“, Lehre oder Schule – im Sinne einer Denkrichtung u. v. A., was dem Wort im Konfuzianismus entspricht. Die Übersetzung nähert sich nur sehr grob an den abstrakten Gehalt des Wortes im daoistischen Kontext an, denn das Dàodéjīng des Lǎozǐ stellte das Dào zum ersten Mal als eine Art von transzendenter höchster Wirklichkeit und Wahrheit dar.

## Schriftzeichen
Das chinesische Schriftzeichen für Dao (道,  dào,  tao, Jyutping dou6) setzt sich aus dem Zeichen shou (首,  shǒu, Jyutping sau2), das für sich „Haupt“ (formal für „Kopf“) bedeutet, und einem so genannten Radikal oder Determinativ chuo (辶 / 辵, chuò, Jyutping coek3) mit der Bedeutung von „gehen / stampfen“ zusammen.

## Bedeutungen

### Dào ist unübersetzbar
Traditionellerweise wird Dào mit „Der Weg“ wiedergegeben. Die moderne Sinologie erachtet es aber für besser, es als eigenständigen Begriff unübersetzt zu gebrauchen, da die Inhalte für ein Wort zu umfassend seien.
„Dau kann sowohl als Hauptwort wie auch als Zeitwort gebraucht werden. Denn – und das muß vorausgeschickt werden – in der chinesischen Sprache, die bekanntlich zu den isolierenden und amorphen Sprachen zählt, ist die Zugehörigkeit eines Wortes oder eines Schriftzeichens zu einer Wortklasse (nach unseren grammatikalischen Begriffen) meist nur durch die Stellung im Satz zu erkennen. So kann „Dau“ sowohl „Weg“ wie auch einen „Weg entlanggehen (oder führen)“ bedeuten. Als Verbum kann „Dau“ „leiten“, „lenken“, „regieren“, (einen Fluß) „regulieren“, als Hauptwort „Methode“, „Art“ (Weise), „Fähigkeit“, „Prinzip“ bedeuten. Ferner steht Dau im Daudedsching und anderen alten Werken oft im Sinn von „sprechen“, „sagen“, „nennen“, und diese Bedeutung hat sich durch die Jahrtausende (vor allem in der Novelle) bis heute erhalten. […] Dau hat aber noch eine andere und für unsere Untersuchungen nicht minder wichtige Bedeutung. In alten Zeiten war Dau der Name eines Opfers, das von den Kommentatoren dem Dsu-Opfer (Dsu: Ahnen) gleichgesetzt wurde.“ (Ernst Schwarz)
„Im Grunde kommt es auf den Ausdruck wenig an, da er ja auch für Laotse selbst nur sozusagen ein algebraisches Zeichen für etwas Unaussprechliches ist.“ (Richard Wilhelm)
『吾不知其名。

 字之曰道』
Ich kenne seinen Namen nicht,

darum nenne ich es „Dào“.

Taiji – Das Symbol für das universelle Yin und Yang

Auch im Chinesischen – so wird von Autoren gesagt – gehe die Bedeutung des Dao über Worte hinaus. Dao werde von unterschiedlichen Schulen und Kulten unterschiedlich verwendet. Worte gehörten zu den flüchtigen Erscheinungen der Sprache. Die Sprache könne keine Vorstellungen vermitteln über eine Wirklichkeit, die sich ständig verändere.
Das Dao sei tief verwurzelt im chinesischen Denken und in den Lebensgewohnheiten. Konfuzianisten, Buddhisten und Daoisten sprächen alle von der gleichen Sache, auch wenn sie das Dao verschieden erläuterten. Dazu eine daoistische Weisheit von Meister Zhuangzi (Kap. XXXI)::

„Worte sind da, um Gedanken zu vermitteln; wir wollen die Gedanken behalten und die Worte vergessen.“

### Dào in westlich-philosophischen Begriffen
Dào bezeichnet in der daoistischen chinesischen Philosophie ein ewiges Wirk- oder Schöpfungsprinzip, das für den Ursprung der Einheit und Dualität und damit für die Entstehung der Welt (Die „Zehntausend Dinge“) verantwortlich ist. Aus Dào entstehen die Polaritäten Yīn und Yáng und dadurch die Gegensätze, aus deren Zusammenspiel sich Wandel, Bewegung und gegenseitige Durchdringung und dadurch die Welt ergibt. Dào ist allumfassend und meint sowohl die dualistischen Bereiche der materiellen Welt als auch die transzendenten jenseits der Dualität. Das Dào ist also sowohl ein Prinzip der Immanenz als auch der Transzendenz. Es stellt den höchsten Seinszustand dar. In seiner transzendenten Funktion, als undifferenzierte Leere, ist es die Mutter des Kosmos, als immanentes Prinzip das, was alles durchdringt (vergleiche „das Eine“ der antiken griechischen Philosophie).

### Lǎozǐ über Dào
Lǎozǐ – der Vater der dàoistischen Lehre – fand bereits eine alte Lehre vom Dào vor. Ihm gefiel an dieser alten Lehre, dass das Dào als etwas Reines aufgefasst werden konnte, die „Zehntausend Dinge“ (das Vorhandene) aber als mangelhaft. Er entschied sich, in der Reinheit des Dào zu leben, und entwickelte daraus die Idee vom Zusammenhang zwischen Sein und Nichtsein, der die große Einheit des Lebens schafft. Im Sinne dieses lebendigen Zusammenhanges von Widersprüchlichem erläuterte er das Dào oft in gegensätzlichen Ausdrücken.
Gemäß Lǎozǐ bringt das Dào die Einheit hervor, die Einheit bringt die Zwei hervor, diese dann die Drei und diese schließlich die manifestierte Welt der zehntausend (≅ gemeint ist: unzählige, unendliche, aller) Dinge (萬物 / 万物,  wànwù). Das kann darauf hindeuten, dass das Dào die Potentialität aller Formen ist, denn es ist mehr als die Einheit. Gleichzeitig steht es für die Kraft, die den ganzen Schöpfungsprozess und die Schöpfung durchzieht. Da das Dào alles umfasst, auch die Gegensätze von Leere (無 / 无,  wú) und Dasein (有,  yǒu), ist es mit westlich-philosophischen Begriffen eigentlich nicht zu beschreiben. So haftet den Erklärungen der chinesischen Philosophie immer das Paradoxe an. Es kann z. B. vom Dào nicht gesagt werden, es besitze eine Existenz, denn das hieße, seine Nicht-Existenz oder Leere auszuschließen; doch sagte man, es existiere nicht, so würde man seine Erscheinung in der Fülle der manifestierten Welt leugnen.

### Zhuangzi über das Dào
Zhuangzi, der Verfasser des traditionellen dàoistischen Standardwerkes Das wahre Buch vom südlichen Blütenland, entschied sich für eine andere Variante der bereits vorhandenen Dào-Lehre: Er verstand das Dào vor allem als das Bewegende und als das Prinzip des Lebens. Das Dào bestimmt den Weg der Welt und bewegt alle Dinge. Die „Zehntausend Dinge“ verändern sich ständig. Das Dào ist unfassbar weit und ohne Form. Es vereint Tod und Leben, es verbindet Himmel und Erde und ist durch Erleuchtung erreichbar.
Die „Zehntausend Dinge“ verbindet das Dào auf eine solche Art, dass man sich dem Einzelnen nicht mehr zuwenden möchte. Die Betonung des Dào als Bewegung schlug sich in seiner Entscheidung für Darstellungen seiner Auffassungen in Gesprächen nieder und auch in seiner Betonung der Möglichkeiten des Menschen, sich verändern zu können.
In poetisch-philosophischer Weise erklärt Zhuangzi hierzu in Kap. XXII.5:

„Meister Ostweiler [Dung Go Dsï] befragte den Dschuang Dsï und sprach: ‚Was man den SINN [Dao] nennt, wo ist er zu finden?‘ / Dschuang Dsï sprach: ‚Er ist allgegenwärtig‘. / Meister Ostweiler sprach: ‚Du muBt es näher bestimmen.‘ / Dschuang Dsï sprach: ‚Er ist in dieser Ameise.‘ / Jener sprach: ‚Und wo noch tiefer?‘ / Dschuang Dsï sprach: ‚Er ist in diesem Unkraut.‘ / Jener sprach: ‚Gib mir ein noch geringeres Beispiel!‘ / Er sprach: ‚Er ist in diesem tönernen Ziegel.‘ / Jener sprach: ‚Und wo noch niedriger?‘ / Er sprach: ‚Er ist in diesem Kothaufen.‘ / Meister Ostweiler schwieg stille. 
Da sagte Dschuang Dsï: ‚Eure Fragen berühren das Wesen nicht. Ihr macht es wie der Marktaufseher, der den Büttel fragt, wie fett die Schweine sind. Je weiter unten man noch Fett findet, wenn man ihnen auf die Beine tritt, desto besser. Ihr müßt nur nicht in einer bestimmten Richtung suchen wollen, und kein Ding wird sich Euch entziehen. Denn so ist der höchste SINN. Er ist wie die Worte, die den Begriff der Größe bezeichnen. Ob ich sage: ‹allgemein› oder ‹überall› oder ‹gesamt›: es sind nur verschiedene Ausdrücke für dieselbe Sache, und ihre Bedeutung ist Eine. Versuche es, mit mir zu wandern in das Schloß des Nicht-Seins, wo alles Eins ist. Da wollen wir reden über die Unendlichkeit. Versuche es, mit mir zu kommen zum Nichts-Tun, zur Einfalt und Stille, zur Versunkenheit und Reinheit, zur Harmonie und Ruhe. Dort sind alle Unterschiede verschwunden. Mein Wille hat kein Ziel, und ich weiß nicht, wohin ich komme. Ich gehe und komme und weiß nicht, wo ich Halt mache. Ich wandere hin und her und weiß nicht, wo es endet. Schwebend überlasse ich mich dem unendlichen Raum. Hier findet auch das höchste Wissen keine Grenzen. Der den Dingen ihre Dinglichkeit gibt, ist nicht äußerlich von ihnen abgegrenzt; nur die Einzeldinge haben Grenzen. Was man die Grenzen der Dinge nennt, fängt da an, wo die Dinge aufhören, und hört da auf, wo die Dinge anfangen. Man redet von Fülle und Leere, von Verfall und Abnahme. Das, was Fülle und Leere wirkt, ist nicht selber voll oder leer. Was Verfall und Abnahme wirkt, ist nicht selber Wurzel oder Wipfel. Was Sammeln und Zerstreuen wirkt, ist nicht selber Sammeln und Zerstreuen.‘“

Viele Autoren weisen darauf hin, dass mit der Philosophie eines Laozi und Zhuangzi ein wesentlicher Anknüpfungspunkt für den sich in China entwickelnden Chan-Buddhismus gegeben war.

### Dào in der Literatur
In den Begriffen der klassischen daoistischen Literatur erscheint das Dào als unergründlicher, weiter und ewiger reiner Geist, die Mutter des Kosmos. Auch ist es das alles Durchdringende, das Umfassende und das Ziel der Existenz, selbst Nichtsein, aber auch der Ursprung des Daseins. Es wirkt ohne Aktivität und Absicht, die Dinge gehen aus ihm hervor und erhalten ihre Ordnung. Das Dào verursacht jeglichen Wandel und ist doch selbst leer und ohne Aktivität. Es ordnet, ohne zu herrschen, und jedes Wesen und jedes Ding besitzt sein eigenes Dào, seinen eigenen Weg, weshalb es als weise angesehen wird, dem Dào zu folgen, indem man Nichthandeln, Wúwèi (無爲 / 无为), praktiziert, denn das Dào ordnet von selbst, und man sollte in diese natürliche Ordnung nicht eingreifen.

### Dào ist irrational
Das Dào ist am ehesten als ein allumfassendes Prinzip zu verstehen, rein rational unzugänglich. Der Mensch soll es möglichst wenig durch bewusstes Handeln und Streben stören, sondern in mystisch-intuitiver Weise mit dem Gesetz im Einklang leben. Doch nicht nur der Mensch hat Teil am Dào, sondern jedes Ding und Wesen hat sein eigenes Dào, seinen eigenen Weg. Jedes Wesen ist auf seinem Weg einmalig in seinen Wandlungen und Entwicklungen, und durch den ständigen Fluss offenbart sich das Dào als Bewegung und Wandlung, die auf die Erfahrung von Existenz hindeutet und nicht auf das Verständnis starrer intellektueller Konzepte.

### Dào im I Ging
In den Kommentaren zum I Ging (易經 / 易经,  Yì Jīng) wird dieses Urprinzip Tàijí (太極 / 太极) genannt. Den Begriff Dào führte Lǎozǐ im Dàodéjīng als Synonym für Tàijí ein. Allerdings existierte er schon vor dem Dàodéjīng, und auch Konfuzius (孔子,  Kǒngzǐ) benutzt ihn, allerdings im Sinne von „der (rechte) Weg zu handeln“. Erst Lǎozǐ gab dem Begriff Dào die umfassende Bedeutung des absoluten Wirkprinzips.

### Dào im Hán Fēizǐ
Der Philosoph Han Fei sah im Dào den „Anfang aller Dinge und das Maß für Richtig und Falsch“ sowie etwas, dass „existiert, ohne gesehen zu werden, und Anwendung [findet], ohne erkannt zu werden“. Deshalb empfahl er als Richtschnur für einen guten Herrscher. Ein Regent solle Han Feis Ansicht nach in Ruhe verharren und seine Umgebung beobachten, jedoch sowenig wie möglich selbst aktiv werden. Daraus könne er den Charakter der ihn Umgebenden erkennen.

### Weitere umfassende Prinzipien
In der Geschichte des Daoismus gerieten auch noch andere Gestaltungen umfassender Prinzipien mit dem Dào in Verbindung. So ist es Tàixū (太虛), die große Leere, wie auch Tàiyì (太易), das Wandlungsprinzip, und in einer begrenzten Form auch Tiān (天), der Himmel, Quelle und Ausdruck der Ordnung. Das Dào als immanentes Prinzip, das alles Sein durchdringt, ist ein Prinzip der Wandlung (易,  Yì) und des Fließens (氣 / 气,  Qì), jedoch nicht in chaotischer Form, denn das Dào bewirkt auch die natürliche Ordnung der Dinge, und die Wandlungen des Dào sind zyklisch.
In der traditionellen chinesischen Kultur ist Dào ein Schlüsselprinzip für viele Bereiche der Wissenschaft und der Kunst (z. B. Kampfkunst – Wushu, Medizin, Kriegskunst, Malerei, Kalligraphie, Teezeremonie).

### Schlüsselprinzip chinesischer Kultur
In den japanischen Künsten ist die Namenssilbe DŌ (=Dào, 道), neben ihrer wörtlichen Bedeutung „Weg“, auch ein Hinweis auf die spirituellen Dimensionen und den Einfluss des Dào auf die Praxis der einzelnen Disziplinen, z. B. Budō (武道), Bushidō (武士道), Kendō (剣道), Iaidō (居合い道), Kyūdō (弓道), Aikidō (合気道), Jūdō (柔道), Sadō (茶道), Shodō (書道) und Kadō (花道).
Durch die Auflösung der Gegensätze (z. B. durch daoistische Meditation) kann der Dào-Praktizierende (siehe Daoismus) Dào erfahren – beschreiben kann man Dào nach Lǎozǐ jedoch nicht.
 道可道非常道

 名可名非常名

 無名天地之始

 有名萬物之母
Das nennbare Dào ist nicht das absolute (ewige/dauerhafte) Dào.

Der nennbare Name ist nicht der absolute (ewige/dauerhafte) Name.

Das Namenlose ist der Ursprung des Universums (von Himmel und Erde).

Das Benannte ist die Mutter aller Dinge (der zehntausend Dinge).